# Hiter kot strel
Hiter kot strel (v izvirniku angleško Bullet Train) je ameriški komični akcijski triler režiserja Davida Leitcha, ki je izšel leta 2022 v distribuciji Sony Pictures Releasing. 
Zgodba temelji na romanu Maria Beetle (マリアビートル, v angleškem prevodu Bullet Train) japonskega pisatelja Kotara Isake. Govori o plačanem morilcu, ki se na japonskem hitrem vlaku bori z drugimi plačanci. V glavni vlogi je zaigral Brad Pitt, poleg njega pa so v ansambelski zasedbi še Joey King, Aaron Taylor-Johnson, Brian Tyree Henry, Andrew Koji, Hirojuki Sanada, Michael Shannon, Bad Bunny in Sandra Bullock.
Do začetka oktobra 2022 je film s predvajanjem v kinodvoranah po vsem svetu prinesel približno 235 milijonov USD prihodkov ob 90-milijonskem proračunu, odziv kritikov pa je bil neenoten.

## Vsebina
Juiči Kimura iz Tokia se želi maščevati človeku, ki je potisnil njegovega sina s strehe, in dobi namig, naj se zvečer vkrca na hitri vlak proti Kjotu. Medtem nekdanji plačani morilec »Ladybug« (pikapolonica), ki je pravkar zaključil s psihoterapijo, dobi nalogo vzeti kovček z istega vlaka, saj je sprva zadolženi, Carver, zbolel za trebušno gripo. Ladybug je nejevoljen, saj ga na nalogah zadnje čase spremlja stalna smola, zaradi katere ljudje po nesreči umirajo. Na vlaku je tudi mladenka s kodnim imenom »Prince«, ki je napadla Juičijevega sina, ter brata plačanca »Lemon« (limona) in »Tangerine« (mandarina), ki morata spremljati kovček in sina šefa jakuz, znanega kot »White Death« (bela smrt).
Ladybug ukrade kovček in skoraj pride z vlaka, ko ga napade nov plačanec, »Wolf« (volk), ki ga krivi za zastrupitev vseh svatov in njegove nove žene na poroki. V spopadu Wolf vrže nož, ki se odbije od kovčka in ga ubije. Pretreseni Ladybug spravi kovček na varno. Medtem Prince onesposobi Juičija in mu pove, da je ona potisnila s strehe njegovega sina kot del zapletenega načrta ubiti White Deatha. Pove mu tudi, da je njen pajdaš ob njegovemu sinu v bolnišnici in da ga bo ubil, če se njej kaj zgodi. Medtem ko Lemon in Tangerine iščeta kovček, je sin White Deatha ubit na enak način kot svatje na Wolfovi poroki.
Ladybug ponudi Lemonu kovček v zameno za nemoteno izkrcanje z vlaka. Vendar pa ta misli, da je Ladybug ubil sina White Deatha, zato se spopadeta. V pretepu je Lemon onesposobljen. Prince in Juiči najdeta kovček in ga opremita z eksplozivno pastjo, hkrati pa tudi eno pištolo. Ladybug naleti še na Tangerinea in ga brcne z vlaka, toda temu se posreči priti nazaj. Sumničavi Lemon ustreli in rani Juičija, nato pa se zgrudi, saj je pil vodo, v katero je Ladybug prej stresel uspavalni prašek. Prince ustreli Lemona in ga z Juičijem naloži v stranišče. Ladybug medtem odkrije še eno plačanko – »Hornet« (sršen), ki je zastrupila sina White Deatha in svate na Wolfovi poroki s strupom afriškega drevolaza. Med spopadom se oba zbodeta z injekcijo s strupom, preživi pa le Ladybug, ki si je vbrizgal ves protistrup.
Tangerine naleti na Prince in spozna, da je ona ustrelila Lemona. V spopadu je ustreljen in ubit on. Ker se zna Prince zelo prepričljivo delati nedolžno, ji Ladybug verjame in ji obljubi, da jo bo varoval. Na naslednji postaji se na vlak vkrca Juičijev oče »Elder« (starešina). Ta spozna, da Prince laže in ji pove, da je poskrbel za varnost svojega vnuka. Ona zbeži, Elder pa razloži Ladybugu, da se želi maščevati White Deathu, ki je ubil njegovo ženo in prevzel njegov klan jakuz. Odkrijeta, da sta Juiči in Lemon še živa, nakar se četverica skupaj pripravi na soočenje z White Deathom. Ko pridejo do Kjota, Ladybug izroči kovček pajdašem White Deatha. Prince, za katero se izkaže, da je odtujena hčer White Deatha, le-tega poskusi pripraviti do tega, da bi jo ustrelil z Juičijevo predelano pištolo, a ji ne uspe.
White Death razloži, da so vsi plačanci na vlaku na nek način krivi za smrt njegove žene (razen Ladybuga, ki le nadomešča Carverja) in da jih je vse najel v upanju, da se bodo pobili med seboj. Njegovi pajdaši takrat odprejo kovček, ki eksplodira in vrže Ladybuga in White Deatha nazaj v vlak. Lemon takrat požene vlak naprej, a v spopadu izgubi nadzor in vlak iztiri ter trešči v predmestje Kjota. Po spletu naključij vsi vpleteni preživijo. White Death, prej ranjen v spopadu z Elderjem, poskuša ustreliti Ladybuga, a ga ubije predelana pištola. Nato se pojavi Prince z brzostrelko, ki se razglasi za novo vodjo jakuz, nakar jo zbije tovornjak z mandarinami. Kasneje se izkaže, da ga je vozil Lemon in se na ta način maščeval za Tangerinovo smrt. Kmalu po tistem pride Ladybuga pobrat agentka Maria in skupaj oditeta.
Po zaključni špici pokaže še prizor, kako je Lemon prišel do tovornjaka po tistem, ko je preživel padec z vlaka.

## Glavne vloge
- Brad Pitt kot Ladybug, izkušeni ameriški plačanec, ki trpi za anksioznostjo zaradi stalne smole, ki ga spremlja
- Joey King kot Prince, hči White Deatha, ki s podobo nedolžne šolarke skrivoma manipulira ostale plačance
- Aaron Taylor-Johnson kot Tangerine, izkušeni britanski plačanec in Lemonov brat dvojček
- Brian Tyree Henry kot Lemon, Tangerinov brat dvojček, obseden s serijo Lokomotivček Tomaž
- Andrew Koji kot Juiči Kimura / Oče, japonski plačanec in Elderjev sin
- Hirojuki Sanada kot Elder, japonski član klana jakuz, svetovalec nekdanjega vodje
- Michael Shannon kot White Death, rusko-japonski vodja klana jakuz
- Benito A. Martínez Ocasio kot Wolf, mehiški plačanec in nekdanji vodja mamilarskega kartela
- Sandra Bullock kot Maria, Ladybugova agentka
- Zazie Beetz kot Hornet, nemška plačanka, specialistka za strupe
- Logan Lerman kot sin White Deatha, ugrabljen pred dogodki v filmu
- Masi Oka kot sprevodnik

V obstranskih vlogah so se pojavili še režiser David Leitch, Ryan Reynolds in Channing Tatum.

## Produkcija
Idejo za film je sprva razvijal koproducent Antoine Fuqua s svojim podjetjem Fuqua Films. Sprva je bil v načrtu resen akcijski triler v slogu Umri pokončno, med razvojem pa je iz njega nastala lahkotna akcijska komedija.
Junija 2020 je bilo oznanjeno, da je Sony Pictures najel Davida Leitcha za režiranje filmske priredbe romana Kotara Isake po scenariju Zaka Olkewicza, naslednji mesec pa je Brad Pitt dobil glavno vlogo. Revija Variety je poročala, da je prejel honorar 20 milijonov USD. Do konca leta 2020 je bila popolnjena večina preostanka glavne zasedbe; zadnja se je februarja 2021 pridružila Sandra Bullock kot zamenjava za Lady Gaga, ki se je odpovedala vlogi zaradi zasedenosti s snemanjem filma Hiša Gucci.
Produkcija se je pričela v Los Angelesu oktobra 2020, med pandemijo covida-19. Samo snemanje je potekalo med 16. novembrom 2020 in marcem 2021. Ekipa je zgradila tri vagone, pred okni katerih so bili obešeni zasloni, ki so predvajali posnetke japonske krajine, da so se igralci lažje vživeli. Vodja kaskaderjev je izjavil, da je Brad Pitt izvedel skoraj vse akrobatske gibe sam.

## Odziv
V ZDA in Kanadi je Hiter kot strel izšel hkrati s filmom Easter Sunday, po projekcijah naj bi v otvoritvenem vikendu v 4357 dvoranah prinesel 26 do 30 milijonov USD. Ob izidu je zares prinesel 30,1 milijona USD in se zavihtel na prvo mesto po prihodkih tega vikenda. Do začetka oktobra je film prinesel približno 100 milijonov prihodkov od prodaje kino vstopnic v ZDA in Kanadi ter 135 milijonov drugje.
Sodeč po agregatorju recenzij Rotten Tomatoes mu je 54 % od 315 kritikov dalo pozitivno oceno, s povprečno oceno 5,6 od 10. Tudi po podobnem spletišču Metacritic ima oceno 49 od 100.
Nekateri kritiki, kot Richard Roeper pri Chicago Sun-Times, so pohvalili scenarij, zabavnost in igro, Peter Debruge je Hiter kot strel v reviji Variety primerjal s Pljuni in jo stisni in Ubila bom Billa, le z manj vizije in stila. Bolj sporno je bilo, da v je filmu zelo malo azijskih igralcev, čeprav so v romanu vsi liki Japonci in se tudi film dogaja na Japonskem.